# Ушкулун
Ушкулу́н (каз. Үшқұлын) — село у складі Баянаульського району Павлодарської області Казахстану. Входить до складу Майкаїнської селищної адміністрації.
Село утворене 2008 року на місці колишнього села Ушкулин.
Населення — 345 осіб (2021; 339 у 2009).